# Cahuallitermes
Cahuallitermes är ett släkte av termiter. Cahuallitermes ingår i familjen Termitidae.
Kladogram enligt Catalogue of Life:
| Cahuallitermes | \| \| Cahuallitermes aduncus \| \| \| \| \| \| Cahuallitermes intermedius \| \| \| \| |
|                | \| \| Cahuallitermes aduncus \| \| \| \| \| \| Cahuallitermes intermedius \| \| \| \| |
|                | Amitermes                                                                             |
|                |                                                                                       |
|                | Anoplotermes                                                                          |
|                |                                                                                       |
|                | Gnathamitermes                                                                        |
|                |                                                                                       |
|                | Hoplotermes                                                                           |
|                |                                                                                       |
|                | Microcerotermes                                                                       |
|                |                                                                                       |
|                | Nasutitermes                                                                          |
|                |                                                                                       |
|                | Tenuirostritermes                                                                     |
|                |                                                                                       |
|                | Termes                                                                                |
|                |                                                                                       |
|                | Cahuallitermes aduncus                                                                |
|                |                                                                                       |
|                | Cahuallitermes intermedius                                                            |
|                |                                                                                       |

|  | Cahuallitermes aduncus     |
|  |                            |
|  | Cahuallitermes intermedius |
|  |                            |